# Les Secrets de la septième mer

Les Secrets de la 7e mer (7th Sea en anglais) est un jeu de rôle de cape et d'épée, édité par AEG (Asmodée en France),  et écrit par un collectif d'auteurs dont principalement John Wick. Il existe une version D20 system nommée Swashbuckling Adventures. 
Il existe également un jeu de carte à collectionner qui est principalement axé sur les combats navals.
Le jeu a bénéficié d'une seconde édition en 2016, voyant son univers considérablement étoffé.

## Principe
Comme Le Livre des cinq anneaux, qui place les joueurs dans un Orient fantastique, Les Secrets de la 7e mer se déroule dans une réalité alternative de la nôtre, à l'ambiance fantasy, sur un continent imaginaire dénommé Théah ressemblant en de nombreux points à l'Europe du XVIIe siècle, mais volontairement caricaturale, comme le sont les romans et film de cape et d'épée, tout en piochant également dans les clichés associés à d'autres périodes (invasions vikings, Italie de la Renaissance, Ligue hanséatique, Angleterre élisabéthaine).
Les joueurs tiennent des rôles variés comme spadassin (duelliste), courtisan(e), pirate, explorateur, mousquetaire, mais aussi religieux, savant, marchand, soldat. Ces personnages sont d'origine roturière ou noble, exercent des carrières très variées, mais quelle que soit leur orientation ou leur nationalité, ce sont toujours des Héros pleins de fougue, de courage et œuvrant pour l'accomplissement d'un but noble et élevé. Les antagonistes sont plus ou moins difficiles à affronter ; les hommes de mains périssent par douzaines tandis que le héros virevolte accroché au lustre, mais les vrais Vilains sont aussi puissant que les héros, voire plus. 
La similarité de l'univers de 7e Mer avec le nôtre permet aux joueurs de s'immerger très rapidement dans l'ambiance des aventures. Il existe cependant d'importantes divergences qui font son originalité. 
Tout d'abord, l'élément fantastique est très présent dans l'univers des Secrets de la Septième Mer. La noblesse de Théah est physiquement supérieure aux paysans et aux bourgeois : elle est non seulement riche et puissante mais en plus elle manipule diverses formes de magies qui varient suivant les nations. Des créatures non-humaines existent ou ont existé sur Théah, ajoutant un souffle fantastique aux aventures : sirènes, sidhe, léviathans, Syrneth (races anciennes et aujourd'hui éteintes dont les objets mystérieux sont très convoités pour leurs pouvoirs), kobolds, etc. 
La religion et sa hiérarchie ressemblent à celle de l'Europe mais avec quelques différences notables. Religion monothéiste révélée par trois prophètes successifs, elle encourage tout type de recherche scientifique et archéologique ainsi que l'expérimentation, qui constituent autant de moyens pour l'Homme de comprendre la création divine et donc de s'approcher de son créateur. Cela constitue une différence notable avec l'Église Catholique, interdisant les dissections de cadavres et condamnant les philosophes et scientifiques dont les recherches contredisent le dogme. Cependant, l'Église qui a promu les sciences durant des siècles commence à changer d'opinion et promeut désormais la recherche du salut et la lutte contre la sorcellerie, élevant des bûchers et muselant les scientifiques trop audacieux.
La science dans l'univers des Secrets de la 7e mer est donc plus avancée que celle de l'âge classique du monde réel, la médecine ne se limite pas à saigner le patient en espérant qu'il aille mieux ensuite.
En revanche, la disposition des continents est très différente. Le principal continent se partage en sept nations, décrites ci-dessous. À l'est, se trouve l'Empire croissantin, correspondant à tout le monde musulman et barbaresque et plus loin encore se trouve la mystérieuse Cathay. Ni l'Afrique ni l'Amérique n'existent, ou alors ils n'ont pas été découverts.
Six mers baignent Théah. Du moins, six mers cartographiées, car on parle d'une septième mer, mystérieuse, où les constellations se déplaceraient à l'envers, où la lune et le soleil apparaîtraient en même temps et qui baignerait des terres inconnues et mystérieuses. 
L'originalité et la spécificité de ce jeu et de son univers réside dans l'importance du panache, lié au principe d'héroïsme dont peuvent bénéficier aussi bien les héros joués par les joueurs que les vilains contrôlés par le meneur de jeu. Il leur permet de réaliser des actions dignes des meilleurs films du genre, et ainsi incarner au mieux les héros dramatiques qu'ils sont censés jouer, le maître mot étant le Panache.
Les aventures peuvent être de trois types :
- Diplomatie et politique (intrigues de cour et luttes d'influence)
- Exploration et découvertes (chasse aux trésors, recherches d'artefacts et de ruines de l'ancienne civilisation des Syrneth aux propriétés étranges)
- Action pure (quêtes, duels, batailles, aventures sur les mers...).

## Les livres publiés et disponibles en ligne
Même si le jeu lui-même est aujourd'hui épuisé, certains suppléments de la gamme sont toujours en vente directement chez AEG lors des conventions ou sur eBay. AEG a publié un certain nombre de suppléments sous format Adobe PDF sur le site de vente en ligne DriveThru RPG.

### Les livres de base
Les Secrets de la 7e Mer: Guide du JoueurLe livre des règles de base du jeu. Il contient les informations relatives à la création du personnage et les règles de base du système de jeu.
Les Secrets de la 7e Mer: Guide du MaîtreSecond livre des règles de base du jeu. L'essentiel du livre est consacré à des informations sur le monde qui seront remplacées par celles contenues dans les suppléments de la collection "Nation books". Cependant, il contient également une sélection de règles pour le Maître de jeu, telles que les poursuites et les poisons.
Les Secrets de la 7e Mer : L'écran du Maître de Jeucontient un écran et une aventure intitulée Voir Charousse et mourir (titre anglais : The Lady's Favour), qui constitue la première partie de la campagne La Croix d'Érèbe.
7th Sea CompendiumSupplément gratuit destiné à combler les lacunes entre la première et la deuxième édition des deux livres de base. La seconde édition contient quelques nouveautés, qui sont détaillées dans ce livret pour ceux qui avaient déjà la première édition.

### La collection des "Encyclopédie des Nations de Théah"
Chacun des livres de cette collection détaille une nation particulière, développe la culture et les personnages que l'on peut potentiellement y trouver. Il y a aussi de nombreux détails sur les divers personnages non-joueurs (PNJ) qui vivent dans le pays ainsi que leurs secrets.
The Pirate Nationsdétaille une sélection de capitaines pirates qui écument les sept mers. C'est le premier livre dont le tirage sera épuisé, mais son contenu étant repris et mis à jour par Waves of Blood, il ne sera pas réimprimé.
Avaloncette contrée ressemble à l'Angleterre avec un fort parfum arthurien et une étrange population  féerique.
Montaigneil s'agit de la version 7e Mer de la France prérévolutionnaire. Ce livret détaille les principales familles nobles et présente la vie à la cour corrompue du Roi Soleil.
Eisenc'est la version boueuse et ravagée par la guerre de l'Allemagne pendant la guerre de Trente Ans. On y trouve également un large échantillon de nouvelles écoles d'escrime.
Castillece pays, dirigé par un enfant roi, ressemble à l'Espagne de la Reconquista. Le livre contient des informations supplémentaires sur l’Église vaticine et les sorciers de feu oubliés.

## Nations
On compte sept nations sur Théah : la Castille, la Montaigne, l'Ussura, l'Avalon, l'Eisen, la Vodacce et la Vendel-Vesten.

### Castille
C'est un équivalent de l'Espagne. Siège de l'Église, c'est un pays en crise : le roi est très jeune, ses conseillers ne l'écoutent qu'à moitié ou se passent de son avis. L'Église est également en crise depuis la disparition de son plus haut dignitaire et la disparition de ceux habilités à nommer un nouveau dirigeant. Depuis, c'est une élite d'inquisiteurs qui la gouverne, d'une façon très... rigoriste. Après avoir promu les recherches scientifiques - moyen de comprendre l'œuvre du Dieu, l'Église vaticine a désormais adopté un point de vue réactionnaire et obscurantiste, fermant les universités et assimilant les scientifiques à des hérétiques. La noblesse castillanne est une noblesse terrienne qui n'a pas une goutte de magie dans le sang ; la sorcellerie est rejetée et les sorciers impitoyablement traqués. En revanche, la noblesse castillane fait partie des plus éduquées et les centres de savoirs castillans sont les plus brillants de toute Théa.

### Montaigne
C'est un équivalent de la France du Grand Siècle. Dirigée par l'empereur Léon-Alexandre XIV, monarque absolu mélange de Louis XIV et de Napoléon, cette nation est en guerre avec la Castille et occupe la partie ouest de son territoire. À l'image de son roi, la noblesse montaginoise revendique fièrement son héritage magique et rejette la hiérarchie ecclésiastique qui aurait bien jeté un anathème généralisé sur celle-ci si seulement ses plus hauts dignitaires n'avaient soudainement disparu de Montaigne. La capitale est un important centre culturel d'où partent les modes et où se font les réputations.
Le développement de la chronologie place la Montaigne dans une situation similaire à la Révolution française de 1789, malgré la différence de calendrier. Le roi est renversé, la noblesse en fuite, le pouvoir réside en un conseil, et doucement le tout évolue vers une ambiance proche de la Terreur...

### Avalon
C'est l'équivalent de l'Angleterre élisabéthaine. Comme le Royaume-Uni, Avalon se compose de trois nations - trois îles - correspondant à l'Irlande, l'Angleterre et l'Écosse. Toutes trois sont réunies sous la bannière de la Reine Élaine, légitime souveraine et chef de l'Église avalonienne. L'Avalon est un pays de mystère et de superstition  : il arrive souvent que le Beau Peuple - les Sidhes - se mêlent aux humains, bien que cela devienne plus rare. L'Avalon est en guerre avec la Castille et supporte officieusement une importante flotte pirate qui croise dans ses eaux.

### Ussura
À l'est existe un pays figé 5 siècles en arrière, dans un Moyen Âge qui s'attarde. C'est l'Ussura, équivalent de la Russie du tsar Ivan le Terrible. Si cette nation est en retard sur ses voisines, elle n'en demeure pas moins puissante : en Ussura, on dirait que la terre prend soin de ses enfants. Vêtus de chaudes fourrures, ils ne craignent pas le froid, alors que les envahisseurs sont pris dans d'atroces tempêtes de neige dès qu'ils posent un pied à l'intérieur des frontières... D'ailleurs, la Montaigne a récemment engagé une bataille contre l'Ussura et elle le paie cher tandis que ses troupes gèlent sur pied et mangent le cuir de leurs chaussures.

### Vendel - Vestenmannavnjar
Chapelet d'îles au nord du continent, la Vendel est une nation émergente. Et divisée. Marins et commerçants, les Vendels correspondent à la Hollande et aux nations scandinaves du XVIIe siècle. Ils sont tolérants, tournés vers le profit, ont inventé les lettres de crédit et se sont désintéressés de la vieille magie runique de leurs ancêtres. Ils ont même changé les noms des lieux pour davantage de facilité. Pourtant le passé de la Vendel n'est pas tout à fait derrière elle : de petites communautés de Vesten vivent toujours comme il y a des siècles et considèrent comme une trahison les efforts des citadins pour moderniser leur mode de vie. Le Vestenmannavnjar est en conflit avec la Vendel.

### Eisen
L'Eisen, transposition du Saint Empire Romain Germanique, est avec la Castille l'une des nations dont la noblesse ne manipule pas la magie. En revanche, les Eisenörs sont des maîtres d'armes, des stratèges et des combattants aussi fameux que leurs armes forgées en un alliage mystérieux et extrêmement résistant, le Dracheneisen. Autre point commun avec la Castille : l'Eisen est un pays ravagé par la guerre. Depuis 30 ans, les principautés s'entredéchirent au grand profit des autres nations.

### Vodacce
La Vodacce est un pays où l'architecture est devenue une forme d'art, où les sculpteurs, les peintres, les musiciens, les poètes rivalisent de talent pour créer des œuvres mémorables. Pourtant, le visiteur étranger doit se méfier de tout en visitant ces terres. Les rivalités sont poussées à l'extrême, et tous les moyens sont bons pour éliminer un concurrent  : intrigues, complots, poisons, sorcellerie... La Vodacce prend directement modèle sur l'Italie de la Renaissance, et les îles des Princes-Marchands rappellent inévitablement la belle cité de Venise. L'ancien siège de la religion Vaticine, la ville de Numa, également ancienne capitale de l'Empire Numain, l'équivalent de l'empire Romain, se trouve en Vodacce.

## Organisations transnationales
Il existe différentes organisations dont les attributions dépassent les frontières. Sociétés secrètes poursuivant des buts plus ou moins avouables ou organisation connues qui œuvrent pour la justice, la connaissance, la propagation de la foi, elles permettent de faire se croiser citoyens de tout pays, concept de personnages et classes sociales très différentes dans une même partie. 
Certaines de ces organisations ont pignons sur rue, comme l'ordre des chevaliers de la Rose et Croix qui défendent les opprimés la Justice ou la Société des Explorateurs, qui cherche à comprendre et connaitre le passé du continent, d'autres sont beaucoup plus discrètes, comme les Rilasciare, société d'anarchistes ou le collège invisible, réseau de scientifique poursuivant leurs recherche et l'échange d'informations au mépris des ordres de l'Inquisition. 
D'autres enfin sont à la fois totalement illégales et sont connues du grand public comme les nations pirates qui croisent au larges des côtes de Thea.

## Accueil critique
En France, la première édition américaine du jeu reçoit un accueil en demi-teinte dans le magazine de jeu de rôle Casus Belli. Selon Mehdi Sahmi, les principales qualités du jeu résident dans son système de règles et le professionnalisme de sa présentation. Le système de règles, adapté de celui du Livre des cinq anneaux, autre jeu du même éditeur, est jugé « excellent » car très adapté aux aventures de cape et d'épée pleines d'acrobaties et de combats à un contre dix que le jeu cherche à permettre de jouer. En revanche, Mehdi Sahmi reste peu convaincu par l'univers de Théah, qu'il juge manquer cruellement de substance en tant que simple décalque de l'Europe du XVIIe siècle : il aurait préféré un parti pris plus net en faveur, soit de l'historique, soit du fantastique, à l'instar de l'univers du Livre des cinq anneaux qui s'inspirait du Japon médiéval mais développait un univers doté d'une histoire et d'une géographie complètement différentes. Il reproche également au jeu de délayer beaucoup les informations entre les deux livres formant l'édition de base et reproche à cette présentation en deux livres d'être « ruineuse pour le MJ », d'où son impression que « les informations sont diluées dans un océan de blabla afin de nous faire acheter un maximum de suppléments ». Dans un encadré figurant dans le même article, un second avis par Serge Olivier partage ces réserves.

## Récompense
- Origins Award meilleur jeu de rôle 1999